# إديث توماس (رياضية)
إديث توماس (بالإسبانية: Edith Thomas)‏ هي منافسة ألعاب القوى تشيلية، ولدت في 15 مايو 1927.

## وصلات خارجية
- إديث توماس على موقع أوليمبيديا (الإنجليزية)